# 吴庆宪
吴庆宪（1955年—），男，江苏仪征人，中国自动控制专家，南京航空航天大学教授、博士生导师，曾任南京航空航天大学党委常委、副校长，中国高等教育学会常务理事。